# Поза (напиток)
Поза — традиционный слабоалкогольный напиток, схожий с квасом или брагой, который является частью мордовской кухни. Напиток готовится путём сбраживания сусла, основными ингредиентами которого являются сахарная свёкла, ржаная мука, солод, хмель, вода, сахар и дрожжи. Его уникальность заключается в способе приготовления и значении в традициях и обрядах мордовского народа.

## Приготовление
- Основные ингредиенты:  Поза изготавливается из сахарной свёклы, которая распаривается в печи на малом огне в течение суток или нескольких дней. Свёкла перед этим часто слегка обжаривается, чтобы придать напитку тёмный оттенок. В приготовление также входит ржаная мука, солод, хмель, а также немного сахара и дрожжевая закваска. Всё это используется для сбраживания, превращая смесь в слабоалкогольный напиток с характерным вкусом.
- Процесс приготовления:  Свёкла распаривается и смешивается с ржаной мукой и другими ингредиентами. Сусло затем оставляют для брожения, где дрожжи и другие добавки обеспечивают появление алкоголя в напитке. Иногда вместо свежей свёклы делают свекольные сухари: распаренную свёклу высушивают вместе с ржаной мукой, а затем в сухом виде готовят позу по мере необходимости. Это даёт возможность длительного хранения ингредиентов и приготовления напитка в любое время.

## Культурное значение
Поза в традиционной культуре мордвы имеет не только пищевое, но и обрядовое значение. В старину она использовалась в качестве части жертвенной пищи на молениях богам, что подтверждает её сакральный статус среди народных обычаев.
1. Жертвенные обряды:  Поза входила в состав пищи, которая предлагалась богам во время религиозных молений, символизируя важность напитка в духовной жизни и связывая его с поклонением и ритуальными практиками.
2. «Авань поза» (женская брага):  Существовал также обряд, называемый «авань поза», который проводился весной, через неделю после Пасхи. Женщины из окрестных деревень собирались в одном из домов, где они совместно готовили позу. Этот обряд был не только пищевым, но и социальным событием, укрепляющим связи между женщинами и сообществом. После того как напиток был готов, устраивалось коллективное угощение. Один из кувшинов с позой торжественно переносили в дом, в котором празднование планировалось провести в следующем году, символизируя преемственность традиций и культурных практик.

## Историческое значение и сохранение традиций
- Поза и её роль в быту:  В прошлом поза служила не только освежающим напитком, но и полезным продуктом, особенно в тех местах, где традиционные алкогольные напитки были недоступны или редки. Она являлась важной частью домашнего хозяйства, и каждый дом или деревня имели свои рецепты её приготовления, а иногда даже собственные традиции, связанные с этим процессом.
- Современность:  В настоящее время поза продолжает готовиться и употребляться в некоторых районах Мордовии и других местах, где сохранились старые народные обычаи. Однако в последние десятилетия её популярность значительно снизилась, уступив место более современным слабоалкогольным и безалкогольным напиткам.